# Eixer See
Der Eixer See ist ein Baggersee im Ortsteil Eixe in Peine, Niedersachsen.
Es handelt sich um einen ehemaligen Kiesteich, der nach Ende des Kiesabbaus zum Naherholungsgebiet weiterentwickelt und zum Baden freigegeben wurde. Der See war 1949 ursprünglich angelegt worden, um Material zum Verfüllen von unterirdischen Hohlräumen der Grube Peine zu gewinnen, welche im Zuge eines Eisenerzbergbaus entstanden waren (→Alter Mann). Der im Nassabbau mit einem Saugbagger gewonnene Sand wurde mit einer Anschlussbahn zum Zechengelände transportiert. Von einem Schachtbunker aus wurde der Sand in der Spültasse mit umlaufenden Wasser gemischt und über Rohrleitungen in die verlassenen Abbauhohlräume verspült.
Der Badesee beherbergt etliche Freizeitanlagen (darunter ein Volleyballfeld und ein überdachter Grillplatz) und verfügt auch über eine DLRG-Wachstation. Seit 1997 entspricht die Badewasserqualität der höchsten Bewertungsstufe.